# UTC+05:00
UTC+5 est un fuseau horaire, en avance de 5 heures sur UTC.

## Zones concernées

### Toute l'année
UTC+5 est utilisé toute l'année dans les pays et territoires suivants :
- Australie :  Îles Heard-et-MacDonald (inhabitées).

- France :
  - Îles Kerguelen ;
  - Saint-Paul-et-Amsterdam.

- Kazakhstan (ouest : Aktaou, Atyraou, Aktioubé, Oural) ;
- Maldives ;
- Ouzbékistan ;
- Pakistan.

- Russie (zone 4) :
  -  Bachkirie ;
  -  Oblast de Tcheliabinsk ;
  -  Khantys-Mansis ;
  -  Oblast de Kourgan ;
  -  Oblast d'Orenbourg ;
  -  Kraï de Perm ;
  -  Oblast de Sverdlovsk ;
  -  Oblast de Tioumen ;
  -  Iamalie.

- Tadjikistan ;
- Turkménistan.

### Heure d'hiver (hémisphère nord)
Aucune zone n'utilise UTC+5 pendant l'heure d'hiver (dans l'hémisphère nord) et UTC+6 à l'heure d'été

### Heure d'hiver (hémisphère sud)
Aucune zone n'utilise UTC+5 pendant l'heure d'hiver (dans l'hémisphère sud) et UTC+6 à l'heure d'été.

### Heure d'été (hémisphère nord)
Aucune zone n'utilise UTC+5 pendant l'heure d'été (dans l'hémisphère nord) et UTC+4 à l'heure d'hiver.

### Heure d'été (hémisphère sud)
Aucune zone n'utilise UTC+5 pendant l'heure d'été (dans l'hémisphère sud) et UTC+4 à l'heure d'hiver.

## Géographie
À l'origine, UTC+5 concerne une zone du globe comprise entre 67,5° et 82,5° et l'heure initialement utilisée correspondait à l'heure solaire moyenne du 75e méridien est (référence supplantée par UTC en 1972). Pour des raisons pratiques, les pays utilisant ce fuseau horaire couvrent une zone plus étendue.

## Historique
- L'Azerbaïdjan supprime l'heure d'été (UTC+5) le 27 mars 2016[1].
- Le Pakistan supprime l'heure d'été (UTC+6) et reste donc à UTC+5 toute l'année depuis 2010[2].